# Concepción (Bolivie)
Pour les articles homonymes, voir Concepción.
Concepción est une localité du département de Santa Cruz, capitale de la province de Ñuflo de Chávez.
La ville comptait 5 586 habitants (2001).
Fondée en 1709 par les pères jésuites Francisco Lucas Caballero et Francisco Hervás sur les bases d'une ancienne mission, l'Immaculada Concepción établie en 1699, elle fait partie de l'ensemble des missions jésuites des plaines de Chiquitos. Entre 1752 et 1755, le père jésuite Martin Schmid (1694-1772), architecte et organiste suisse, y construit une église de style baroque, restaurée par l'architecte suisse Hans Roth entre 1975 et 1982.
Concepción possède un aéroport, l'aéroport de Concepción (en) (code AITA : CEP).

## Patrimoine mondial
Cet endroit est connu comme une des anciennes missions jésuites de Chiquitos, et fut placée sur la liste du patrimoine culturel mondial en 1990,.